# Majla Sándor
Majla Sándor (Korond, 1960. október 14. – Székelyudvarhely, 2015. augusztus 3.) erdélyi magyar költő, szerkesztő.

## Életútja
A székelyudvarhelyi Dr. Petru Groza Líceumban érettségizett (1979), Korondon és Székelyudvarhelyen helyettes tanár, közben egy évig iskolai gondnok Besztercén (1989-91). Székelyudvarhelyen 1990-ben Ablak c. időszaki folyóiratot indított, mely a nemzeti kisebbségekkel foglalkozik, így a litvánok (1990/1), kárpátaljai magyarok (1990/2), vajdasági magyarok (1991/1), kanadai magyarok (1991/2), ausztriai magyarok (1992/1) és hollandiai frízek (1992/2) életét, irodalmát mutatja be. Megszervezte a folyóirat kárpátaljai, valamint vajdasági szerzőinek találkozását a székelyföldi olvasókkal.

## Családja
Sándor Korondon született. Hat testvér közül ő volt a legfiatalabb. Édesapjuk, Majla Ferenc, elhunyt amikor Sándor fiatal volt. Édesanyjuk, Majla Margit, nevelte.
Sándornak élete során három fia és egy lánya született.

## Munkássága
Első írását az Ifjúmunkás közölte (1976). Versei, prózai írásai jelentek meg az Utunk és Igaz Szó, majd Korunk, Európai Idő, Hazanéző, Jelenlét, Hargita Népe hasábjain; az Utunk-Helikon Évkönyv 1989-90-es "Fiatalok antológiája" három versét mutatta be. A Vándor idő balladája c. antológia (Stockholm, 1991) közli Beszterce és Kolozsvár között címmel emlékezését az 1989-ben átélt politikai fordulatra.

## Kötetei
- A szavak pírja (versek, Forrás-sorozat), Bukarest, Kriterion, 1990
- Az oroszlán álma Székelyudvarhely, Ablak, 1995
- Stációk. Versek, Székelyudvarhely, Ablak, 1995
- Orbán Balázs örökösei. Válogatott tanulmányok, esszék, naplójegyzetek Orbán Balázs személyéről és életművéről; szerk. Majla Sándor; Ablak, Székelyudvarhely, 1995